# LEOHEX

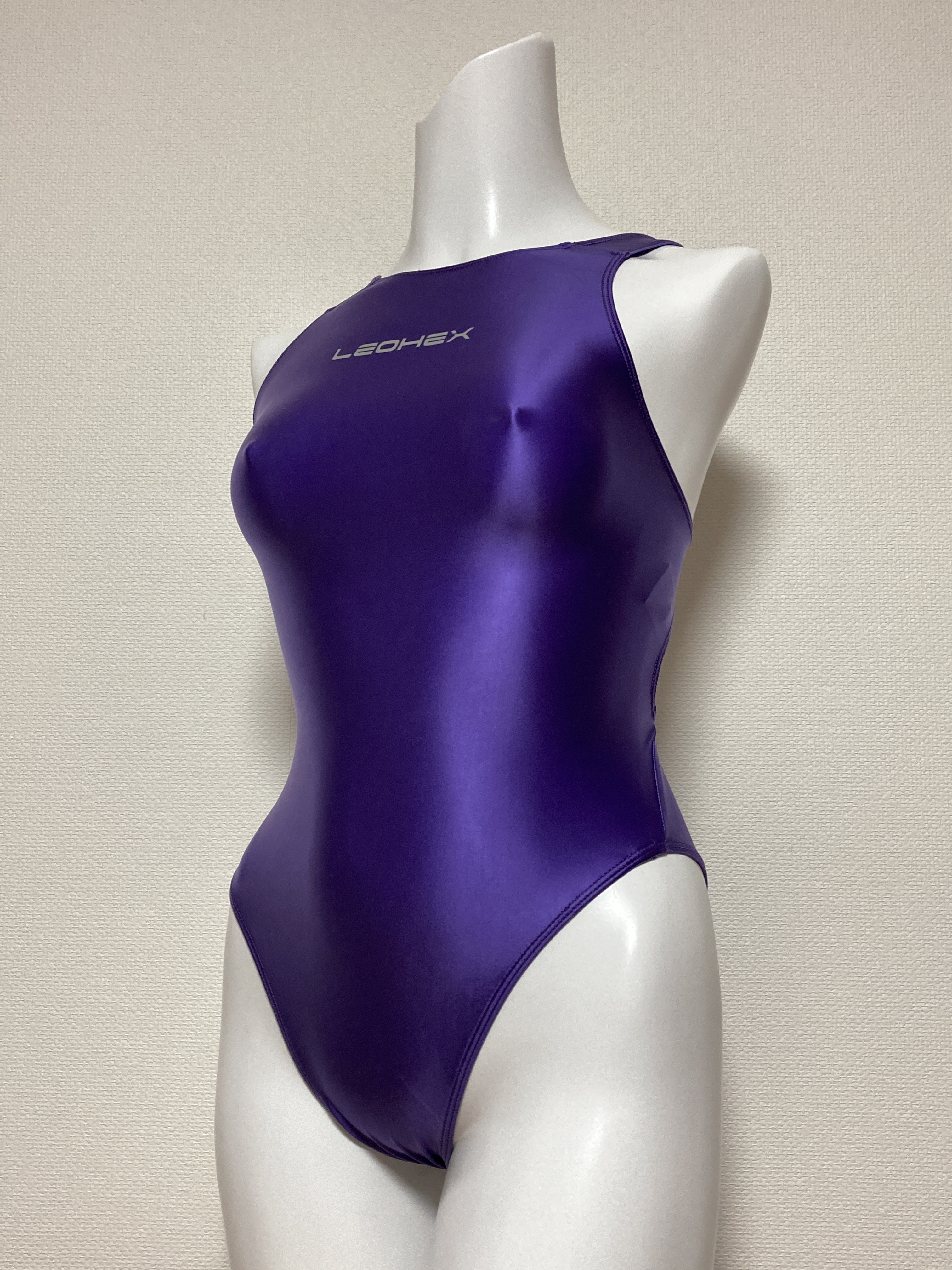
LEOHEX製品

LEOHEX（レオヘックス）は、中華人民共和国のアパレルブランド。中国および日本において女性向けの水着を中心に販売を展開している。

## 概要
Amazon.co.jp上にある「LEOHEX STORE」の特定商取引法に基づく表記によると、中国福建省莆田市茘城区に所在とある。
日本では2017年頃から、主にインターネットオークションサイトにてLEOHEXブランドの製品が見掛けられるようになった。当初は日本の水着ブランドである「REALISE」のコピー商品と目され、品質面で不足ありと評価されていたが、2018年以降は製品のバリエーションの拡大と共に品質が向上。2019年にはオリジナリティのある製品をリリースし、コスチューム系水着ブランドとしてはREALISEやPHARFAITEと比肩し得る存在へと成長を遂げている。
LEOHEXブランドに関しては日本において2019年6月14日付けで商標出願され、2020年8月4日付けで登録されている（商願2019-84100、登録6276446）。また、現行のロゴは2020年に日本の檸檬デザイン事務所が「低俗でないセクシーさ」をコンセプトに考案したもので、イニシャルであるアルファベットの「L」の字だけでもLEOHEXブランドを認知してもらえるように工夫されている。